# Andrés Hernández
Andrés Alejandro Hernández Hernández (Caracas, 21 aprile 1993) è un calciatore venezuelano, centrocampista del Deportivo Miranda.

## Carriera
Ha giocato nella massima serie dei campionati venezuelano e panamense.

## Palmarès

### Competizioni nazionali
- Copa Venezuela: 1

Deportivo La Guaira: 2024